# Jossyp Witebskyj
Jossyp Dawydowytsch Witebskyj (ukrainisch Йо́сип Дави́дович Ві́тебський; * 9. Januar 1938 in Kiew, Ukrainische SSR; † 7. Dezember 2024) war ein sowjetischer Degenfechter und -trainer.

## Leben
Jossyp Witebskyj wurde 1967 in Montreal mit der Mannschaft Weltmeister. Bei den Olympischen Spielen 1968 in Mexiko-Stadt erreichte er mit der sowjetischen Equipe ungeschlagen das Finale, in dem sie sich Ungarn mit 4:7 geschlagen geben musste. Gemeinsam mit Hryhorij Kriss, Wiktor Modsolewski, Alexei Nikantschikow und Juri Smoljakow erhielt er die Silbermedaille. Witebskyj gewann zehnmal die nationale Meisterschaft.
An der Nationalen Taras-Schewtschenko-Universität Kiew erwarb er einen Abschluss in Sportwissenschaften. Nach seiner aktiven Karriere trainierte er zunächst 13 Jahre lang die Nationalmannschaft der ukrainischen SSR, von 1988 bis 1998 war er im Anschluss Direktor für Hochschulsport an seiner Alma Mater. Danach begann er ein Engagement als Trainer der University of Pennsylvania. Witebskyj war verheiratet und hatte zwei Söhne.